# Re:DNA～2017復刻版～
Re:DNA～2017復刻版～是臺灣樂團五月天於2016年12月21日在台灣台北及2017年2月3、4日在日本東京舉辦的演唱會。

## 背景
2016年8月20日，相信音樂官方Facebook宣布五月天將重回日本武道館、舉行「2017復刻版Re:DNA」演唱會。該演唱會源於五月天在2009至2010年間舉行的D.N.A創造世界巡迴演唱會。另外五月天也於演唱會中演唱2016發行的全新專輯自傳中的歌曲。門票透過抽選方式發售，中獎名單將於2016年9月16日公佈。
2016年10月，相信音樂官方Facebook上宣布於2016年12月至2017年1月在台北小巨蛋舉行9場復刻演唱會，其中2016年12月21日場次主題為「RE: D.N.A 創造」。

## 場次
| 2016年12月21日 | 台北 | 台灣 | 台北小巨蛋 | 不適用   |
| 2017年2月3日   | 東京 | 日本 | 日本武道館 | 不適用   |
| 2017年2月4日   | 東京 | 日本 | 日本武道館 | 岡野昭人 |

- 2016年12月21日台北場為Just Rock It! 就是世界巡迴演唱會的一部分。